# Dniepr Smolensk
Maillots
Le Dniepr Smolensk (russe : «Днепр» Смоленск) est un club de football russe fondé en 2004 et basé à Smolensk. Il évolue notamment en troisième division russe entre 2005 et 2007, puis entre 2009 et 2019.

## Histoire
Le club est fondé en 2004 à la suite de la dissolution du Kristall Smolensk. Il se nomme alors FK Smolensk et est notamment fondé par l'administration de l'oblast de Smolensk, la mairie de la ville éponyme et la société SAPA. Faisant ses débuts en quatrième division lors de la saison 2004, il y intègre le groupe Tchernozem où il finit deuxième derrière le Lokomotiv Liski. Cela ne l'empêche pas d'obtenir sa licence professionnelle et d'être promu au troisième échelon à l'issue de l'année. Placé au sein du groupe Ouest, le club connaît cependant des débuts difficiles, finissant quatorzième en 2005 puis dix-septième et dernier l'année suivante. Après une nouvelle place de dernier en 2007, les dirigeants décident d'abandonner le statut professionnel et de retourner au quatrième niveau.
Ce retour à l'échelle amateur s'accompagne d'un renommage du club, qui devient le Dniepr, pour la saison 2008. Finissant cette fois troisième, l'équipe reprend tout de même le professionnalisme en fin d'année et remonte en troisième division pour la saison 2009. Comptant alors notamment dans ses rangs l'ancien international russe Sergueï Filippenkov tandis que Viktor Boulatov devient l'entraîneur, le Dniepr termine treizième du groupe Ouest pour son retour puis dixième en 2010. Les résultats s'améliorent de manière notable à partir de la saison 2011-2012 qui voit le club atteindre la quatrième place du classement, à neuf points d'une éventuelle promotion, constituant son meilleur résultat en date. Malgré le départ de Boulatov à la fin de cette saison, il est remplacé dans la foulée par Sergueï Gounko et l'équipe continue sur sa lancée, enchaînant une sixième puis une cinquième place lors des deux saisons qui suivent. Après une décevante quatorzième place en 2015, Gounko quitte son poste et est remplacé par Vladimir Silovanov qui amène le club à la dixième place.
Le club est renommé une troisième fois l'année suivante, prenant cette fois-ci le nom CRFSO pour Centre de développement du football de l'oblast de Smolensk (russe : Центр развития футбола Смоленской области), un changement peu apprécié par les supporters qui donne à ce nouveau nom le sobriquet « l'alphabet » et décident de boycotter des matchs de l'équipe. Sous cette appellation, le club termine successivement neuvième puis douzième avant de finalement redevenir le Dniepr en juin 2018, amenant à la fin du boycott des supporters. Alors que l'équipe se classe douzième et avant-dernière du groupe Ouest à la mi-saison 2018-2019, les autorités régionales prennent la décision de retirer leur part de financement du club au début du mois de mars 2019, notamment à la suite de pressions exercées par les investisseurs du club de football privé du Krasny-SGAFKST, qui ambitionne de remplacer le Dniepr au niveau professionnel. Malgré des actions de soutien par les supporters, le club n'a d'autre choix que de se retirer de la troisième division à la fin du mois de mars 2019. Il intègre par la suite le championnat régional sous le nom Dniepr-SmolAPO.

## Bilan sportif

### Classements en championnat
La frise ci-dessous résume les classements successifs du club en championnat de Russie.

### Bilan par saison
| Saison    | Championnat   | Championnat | Championnat | Championnat | Championnat | Championnat | Championnat | Championnat | Championnat | Championnat | Coupe de Russie |
| Saison    | Division      | Pos         | Pts         | J           | V           | N           | D           | BP          | BC          | Diff        | Coupe de Russie |
| --------- | ------------- | ----------- | ----------- | ----------- | ----------- | ----------- | ----------- | ----------- | ----------- | ----------- | --------------- |
| 2004      | 4e Tchernozem | 2e          | 58          | 24          | 21          | 2           | 1           | 61          | 17          | +44         | —               |
| 2005      | 3e Ouest      | 14e         | 30          | 32          | 8           | 6           | 18          | 38          | 49          | -11         | —               |
| 2006      | 3e Ouest      | 17e         | 32          | 34          | 8           | 8           | 18          | 24          | 51          | -27         | Troisième tour  |
| 2007      | 3e Ouest      | 16e         | 30          | 30          | 8           | 6           | 16          | 29          | 45          | -16         | Deuxième tour   |
| 2008      | 4e Tchernozem | 3e          | 71          | 34          | 21          | 8           | 5           | 63          | 23          | +40         | Deuxième tour   |
| 2009      | 3e Ouest      | 13e         | 37          | 32          | 9           | 10          | 13          | 31          | 33          | -2          | —               |
| 2010      | 3e Ouest      | 10e         | 43          | 32          | 12          | 7           | 13          | 37          | 45          | -8          | Deuxième tour   |
| 2011-2012 | 3e Ouest      | 4e          | 84          | 45          | 24          | 12          | 9           | 77          | 36          | +41         | Deuxième tour   |
| 2011-2012 | 3e Ouest      | 4e          | 84          | 45          | 24          | 12          | 9           | 77          | 36          | +41         | Troisième tour  |
| 2012-2013 | 3e Ouest      | 6e          | 41          | 26          | 11          | 8           | 7           | 33          | 28          | +5          | Deuxième tour   |
| 2013-2014 | 3e Ouest      | 5e          | 52          | 32          | 15          | 7           | 10          | 48          | 43          | +5          | Deuxième tour   |
| 2014-2015 | 3e Ouest      | 14e         | 28          | 30          | 7           | 7           | 16          | 26          | 32          | -9          | Deuxième tour   |
| 2015-2016 | 3e Ouest      | 10e         | 31          | 28          | 7           | 10          | 11          | 26          | 32          | -6          | Premier tour    |
| 2016-2017 | 3e Ouest      | 9e          | 29          | 26          | 6           | 11          | 9           | 35          | 37          | -2          | Quatrième tour  |
| 2017-2018 | 3e Ouest      | 12e         | 25          | 26          | 7           | 4           | 15          | 26          | 40          | -14         | Deuxième tour   |
| 2018-2019 | 3e Ouest      | 12e         | 14          | 24          | 4           | 2           | 18          | 16          | 59          | -43         | Troisième tour  |

Légende
- Promotion en division supérieure
- Relégation en division inférieure

## Entraîneurs
La liste suivante présente les différents entraîneurs du club.
- Igor Ivanioutine (2004-2005)
- Viktor Zviaguine (2005)
- Viktor Karatchoune (août 2005-décembre 2005)
- Sergueï Kroutelev (2006)
- Igor Belonovitch (2007)
- Vladimir Silovanov (2007)
- Oleg Korolev (2008)
- Armen Adamyan (2009)
- Viktor Boulatov (novembre 2009-juin 2012)
- Sergueï Gounko (juin 2012-juin 2015)
- Vladimir Silovanov (juin 2015-septembre 2016)
- Sergueï Gounko (septembre 2016-mars 2019)

## Identité visuelle

Logo de 2008 à 2016.
Logo de 2016 à 2018.
Logo depuis 2018.